# Parque nacional de Kasu Brahmananda Reddy
El parque nacional de Kasu Brahmananda Reddy (en télugu: కాసు బ్రహ్మానంద రెడ్డి జాతీయ వనం) está localizado en las colinas de Jubilee en Hyderabad, capital compartida por los estados indios de Telangana y Andhra Pradesh. El parque tiene una superficie aproximada de 1,6 kilómetros cuadrados. El parque también alberga el famoso Palacio Chiran, un complejo palaciego de 0,09 kilómetros cuadrados. 
Fue nombrado así en honor al antiguo Primer ministro de Andhra Pradesh. Es descrito como una selva entre la selva de cemento. De acuerdo a la Unesco está catalogado en la categoría II.

## Flora
El parque tiene más de 600 especies de árboles, arbustos, hierbas y pastos.

## Fauna
La fauna comprende alrededor de 113 especies de aves, 20 especies de reptiles, 15 especies de mariposas, 20 especies de mamíferos y numerosos invertebrados. 
Entre los animales que encontramos en esta área protegida tenemos: pangolín, pavo real, gato de la jungla, puerco espín, mangosta, jabalí, liebre india, varano de bengala, cobra india. 
El parque situado dentro de la ciudad proporciona un refugio urbano para los animales. 

## Información para el turista
En el parque encontramos algunos monumentos históricos como el palacio Chiran de los antiguo Nizam de Hyderabad y otros. Sus campos sirven para crear en los estudiantes de la zona la conciencia ambiental y el amor por la naturaleza.
Abierto de 6 de la mañana a 8 de la mañana y 4 de la tarde a 6 de la tarde. 
- Por avión: El aeropuerto más cercano es el de Begumpet situado sobre la carretera entre Begumpet y Parede (Secunderabad), aproximadamente 5 kilómetros de la Estación de ferrocarril de Secunderabad. Por avión se puede conectar con todas las ciudades principales en India.
- Por tren: Estaciones principales de ferrocarril son la Estación Secunderabad, la estación de Hyderabad (10 kilómetros) y la Estación Begumpet.
- Por carretera: El terminal más cercano de autobús está en Goliguda, Hyderabad (16 kilómetros). Hyderabad está en la intersección de dos carreteras nacionales la NH7 y NH9.

## Galería de imágenes

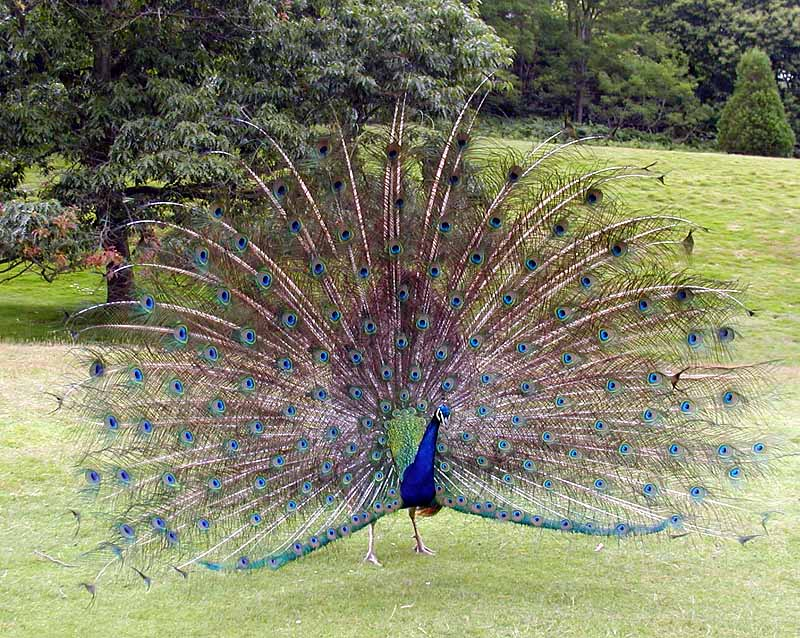
Pavo real
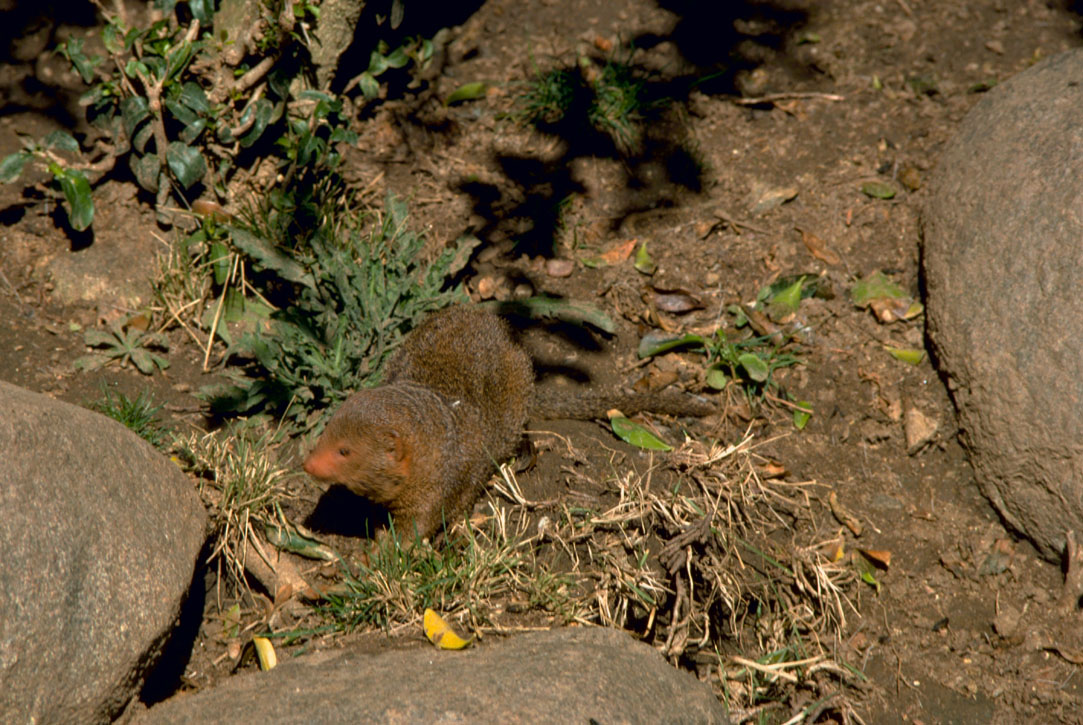
Mangosta
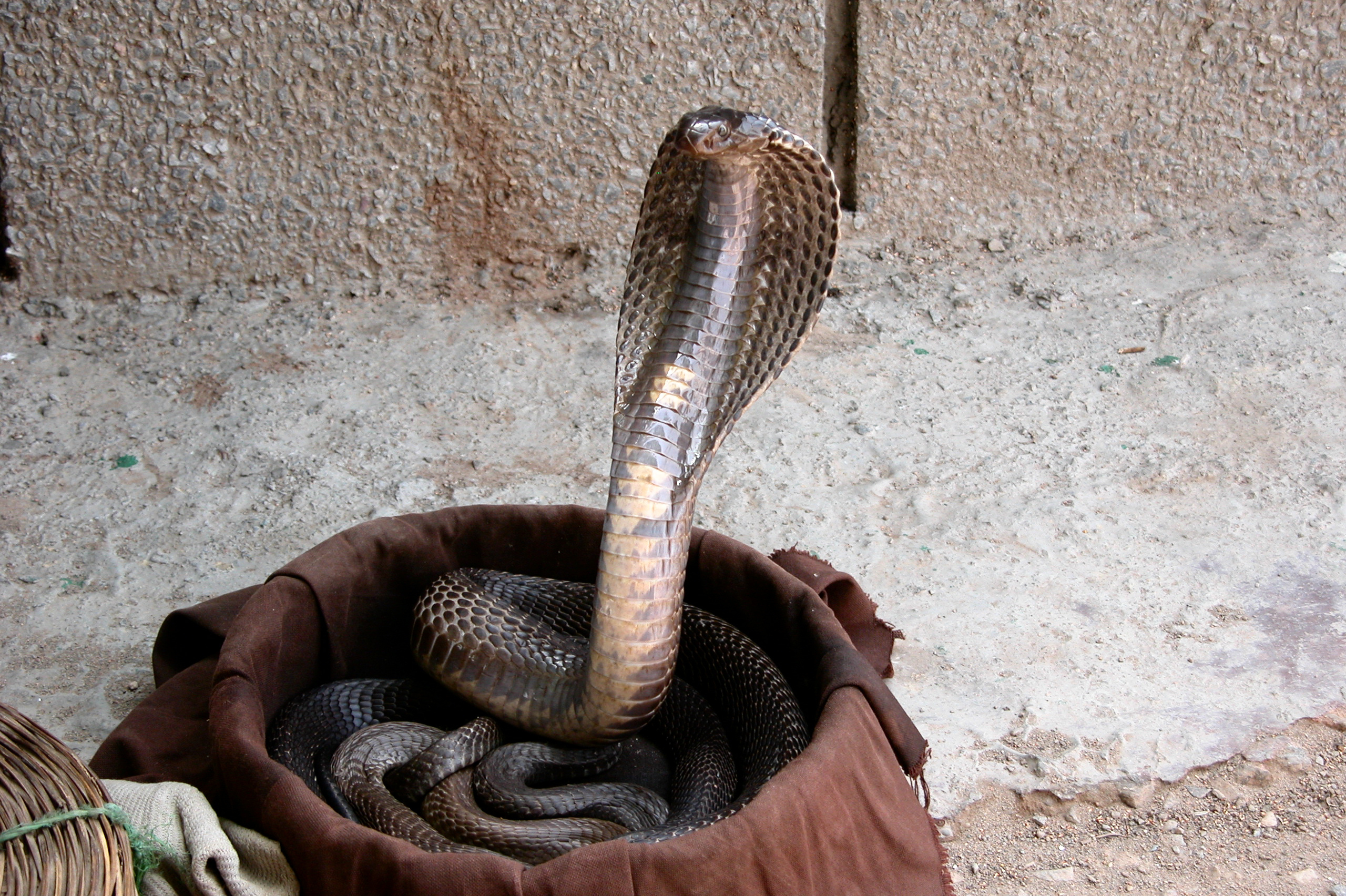
Cobra india
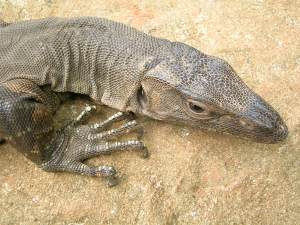
Varano de Bengala (Varanus bengalensis)